# Apocynaceae
As Apocynaceae são uma família na ordem Gentianales, englobando em torno de 250 a 550 gêneros e 3700 a 5100 espécies. Eram tradicionalmente divididas em duas famílias, as Apocynaceae s.s. e as Asclepiadaceae s.l., distintas pela ausência ou presença de transladores, respectivamente.[carece de fontes?] Com representantes em todos os continentes (exceto Antártica), ocorrem em diversos tipos de vegetação, principalmente em climas tropicais e subtropicais, nos mais distintos tipos de solo. As espécies incluem ervas, subarbustos e árvores. Espécies comuns incluem o oleandro, a rosa-do-deserto e janaúba. Em especial no Brasil, ocorrem em torno de 376 espécies, distribuídas por 41 gêneros encontrados em diversas formações vegetais. As Apocynaceae estão entre as dez maiores famílias de angiospermas.[carece de fontes?] Devido a ampla distribuição da família e sua grande diversidade, é um desafio delimitar os táxons, a escassez de estudos abrangentes também está associada a essa dificuldade de delimitar os táxons.[carece de fontes?]

## Taxonomia e relações filogenéticas
Na América do Sul, existem 52 gêneros (26 endêmicos) com 377 espécies. Já no Brasil, existem cerca de 41 gêneros com 376 espécies, o Estado de São Paulo totaliza 19 gêneros com 74 espécies; desses, 7 gêneros, com 26 espécies, fazem parte da subfamília Rauvolfioideae e 12 gêneros, com 48 espécies, da subfamília Apocynoideae.

### Subfamílias
A família Apocynaceae, era dividida em duas famílias, cada uma com duas subfamílias:
- Família Apocynaceae
  - Rauvolfioideae
  - Apocynoideae
- Família Asclepiadaceae
  - Periplocoideae
  - Asclepiadoideae.

No entanto, estudos com base em dados morfológicos e moleculares não tem conseguido sustentar Apocynaceae e Asclepiadaceae como famílias separadas. Asclepiadaceae (com exceção de Periplocoideae) é um agrupamento monofilético, porém, se segregado de Apocynaceae, esta passa a ser parafilética. Para delimitação de um grupo filogeneticamente coerente, é relevante considerar Apocynaceae (juntamente com Asclepiadoideae e Periplocoideae) como uma única família.

#### Rauvolfioideae
A subfamília Rauvolfioideae inclui cerca de 7 gêneros e 26 espécies. As plantas têm anteras completamente férteis, livres entre si e livres do estilete. Seus frutos podem ser carnosos ou secos e suas sementes não apresentam coma.

#### Apocynoideae
A subfamília Apocynoideae contém cerca de 12 gêneros e aproximadamente 48 espécies. Ela se caracteriza pelas anteras parcialmente estéreis, fundidas ao estilete e coniventes entre si. Nesta subfamília, encontram-se espécies com importantes propriedades farmacológicas.

#### Periplocoideae
Esta subfamília conta com cerca de 50 gêneros e 200 espécies paleotropicais. As anteras são tetraesporangiadas, seu pólen é produzido em tétrades ou polínios, transladores em forma de espátula com um disco adesivo em posição terminal. Flores são bissexuais.

#### Asclepiadoideae
Esta subfamília possui cerca de 2400 espécies do tipo erva, raramente arbustos ou árvores, em mais de 214 gêneros.. Diferencia-se pelas anteras bisporangiadas, pólen em polínios, e translador composto por um retináculo e dois caudículos, exceto em Secamoneae (caudículos ausentes e anteras tetraesporangiadas) e Fockea (caudículos ausentes).

## Ecologia

### Polinização
A polinização é realizada por meio de vários insetos, em raros casos, por pássaros (em plantas paleotropicais), isto explica a grande diversidade e complexidade das estruturas florais desta família. Alguns dos principais polinizadores são Hymenopteras, Lepidopteras e Dipteras. O processo de polinização ocorre a partir da visita às flores pelos polinizadores na busca pelo néctar, que é produzido pelos nectários localizados ao redor do óvulo ou, em alguns grupos mais especializados, atrás das anteras, na região estigmática do ginostégio. O néctar se acumula no interior da flor e geralmente fica retido na corona. Em várias espécies, a forma das anteras guiam a probóscide ou as patas dos polinizadores, estes, por sua vez, retém o pólen ou o polinário, que fica preso ao inseto pelo retináculo.

### Dispersão de sementes
As sementes, que costumam ser achatadas ou aladas, têm sua dispersão principalmente através do vento, porém, para algumas sementes ariladas, a dispersão através de animais pode estar presente. 

### Relação com Lepidoptera
Sabe-se que borboletas dos grupos Ithomiini e Danainae têm uma relação com a família Apocynaceae, por exemplo da espécie Prestonia amabilis, sequestrando alcalóides pirrolizidínicos (PAs) presentes nessas plantas e utilizando-os em benefício dos animais.

### Relação planta-animal
Uma das interações melhor conhecidas para esta família é a relação planta-animal que ocorre entre Danaus plexippus, popularmente conhecida como borboleta-monarca, e Asclepias curassavica conhecida como oficial-de-sala ou falsa-erva-de-rato. As lagartas destas espécies de Lepidoptera geralmente se alimentam das folhas dessas plantas, isto resulta num acúmulo de glicosídeos cardioativos, que tornam a borboleta impalatável aos pássaros, quando adulta.

## Distribuição fitogeográfica
Espécies da família Apocynaceae estão presentes em todos os continentes exceto na Antártica, crescem em vários substratos (aquáticos, rupícula e terrícola) e ambientes, como florestas úmidas até regiões semiáridas,  algumas possuem comportamento epífita. Ocorrem desde o nível do mar até altas montanhas, principalmente em solos secos, mas também podem ser encontradas sobre rochas, em áreas alagadas ou ainda raramente submersa na beira de rios (e.g., Matelea pedalis). A família compreende espécies de ampla distribuição, como a erva pantropical Asclepias curassavica L, e espécies endêmicas de áreas específicas, como a Ditassa diamantinensis, exclusiva da região de Diamantina, no estado de Minas Gerais, Brasil.
Ocorrem nas cinco regiões do Brasil, Norte (Acre, Amazonas, Amapá, Pará, Rondônia, Roraima e Tocantins), Nordeste (Alagoas, Bahia, Ceará, Maranhão, Paraíba, Pernambuco, Piauí, Rio Grande do Norte e Sergipe), Centro-Oeste (Distrito Federal, Goiás, Mato Grosso do Sul e Mato Grosso) Sudeste (Espírito Santo, Minas Gerais, Rio de Janeiro e São Paulo) e Sul (Paraná, Rio Grande do Sul e Santa Catarina). Estas regiões contam com os domínios fitogeográficos da Amazônia, Caatinga, Cerrado, Mata Atlântica, Pampa e Pantanal, que abrangem uma vegetação distinta.

### Gêneros que ocorrem no Brasil
- Allamanda L.
- Alyxia
- Ambelania Aubl.
- Anechites Griseb.
- Angadenia Miers
- Apocynum
- Araujia Brot.
- Asclepias L.
- Aspidosperma Mart.
- Astephanus R.Br.
- Bahiella J.F.Morales
- Barjonia Decne.
- Blepharodon Decne.
- Calotropis R.Br.
- Carissa L.
- Catharanthus G.Don
- Condylocarpon Desf.
- Couma Aubl.
- Cryptostegia R.Br.
- Cynanchum L.
- Ditassa R.Br.
- Echites P. Browne
- Fischeria DC.
- Forsteronia G.Mey.
- Funastrum E.Fourn.
- Galactophora Woodson
- Geissospermum Allemão
- Gomphocarpus R.Br.
- Gonolobus Michx.
- Gyrostelma E.Fourn.
- Hancornia Gomes
- Hemipogon Decne.
- Himatanthus Willd. ex Schult.
- Hypolobus E.Fourn.
- Jobinia E.Fourn.
- Kerbera E.Fourn.
- Lacmellea H.Karst.
- Laubertia A.DC.
- Laxoplumeria Markgr.
- Macoubea Aubl.
- Macropharynx Rusby
- Macroscepis Kunth
- Malouetia A.DC.
- Mandevilla Lindl.
- Marsdenia R.Br.
- Matelea Aubl.
- Mesechites Müll.Arg.
- Metalepis Griseb.
- Metastelma R.Br.
- Microplumeria Baill.
- Minaria T.U.P.Konno & Rapini
- Molongum Pichon
- Monsanima Liede & Meve
- Mucoa Zarucchi
- Nautonia Decne.
- Neocouma Pierre
- Nephradenia Decne.
- Nerium
- Odontadenia Benth.
- Orthosia Decne.
- Oxypetalum R.Br.
- Pacouria Aubl.
- Parahancornia Ducke
- Peltastes Woodson
- Peplonia Decne.
- Periploca L.
- Petalostelma E.Fourn.
- Philibertia Kunth
- Plumeria L.
- Prestonia R.Br.
- Pseudibatia Malme
- Rauvolfia L.
- Rhabdadenia Müll.Arg.
- Rhigospira Miers
- Rhytidostemma Morillo
- Sarcostemma R.Br.
- Schubertia Mart.
- Secondatia A.DC.
- Skytanthus Meyen
- Spongiosperma Zarucchi
- Stenomeria Turcz.
- Stipecoma Müll.Arg.
- Tabernaemontana L.
- Tassadia Decne.
- Temnadenia Miers
- Thevetia L.
- Tonduzia
- Trachelospermum
- Tweedia Hook. & Arn.
- Vallesia Ruiz & Pav.
- Vinca L.
- Vincetoxicum Wolf
- Widgrenia Malme.

|             | Aceitos | Endêmicos | Sinônimos |
| ----------- | ------- | --------- | --------- |
| Classes     | 0       | 0         | 0         |
| Ordens      | 0       | 0         | 0         |
| Famílias    | 0       | 0         | 0         |
| Gêneros     | 77      | 5         | 129       |
| Espécies    | 754     | 403       | 1675      |
| Subespécies | 4       | 2         | 5         |
| Variedades  | 10      | 4         | 124       |

## Morfologia
São plantas de hábitos variados, podendo se apresentar como arbustos ou subarbustos eretos, ervas, lianas, árvores e trepadeiras, na maioria latescentes, vivem tanto nos campos como nas matas. Estípulas geralmente estão ausentes.

### Folhas
Tem folhas raramente caducas ou reduzidas no período de floração, em geral simples, opostas cruzadas e menos frequentemênte verticiladas ou alternas, coléteres presentes ou não na região nodal, pecíolo e base da face adaxial da lâmina foliar; domácias presentes ou não na face abaxial da lâmina, inteiras.

### Inflorescência
Inflorescência determinadas, terminais ou nodais, paniculadas, cimosa, racemosa, corimbosas ou umbeladas, raramente flores solitárias.

### Flores
Flores actinomorfas ou quase, bissexuais, pequenas e também grandes e vistosas, tipicamente pentâmeras, hermafroditas, diclamídeas. Corola perfeitamente gamopétala, actinomorfas ou ligeiramente zigomorfas, infundibuliforme, hipocrateriforme, sub-hipocrateriforme ou sub-rotácea, de tubo longo, com ou sem coléteres na base da face adaxial das lacínias. Androceu formado por 5 estames epipétalos, em geral de filetes curtos, alternos com os lobos da corola e opostos ao estigma, anteras total ou parcialmente férteis, livres, justapostas ou adnatas à cabeça do estilete. Corola com prefloração sinistrosa ou dextrorsa, de cores variadas, 5-meras (raro 4, 6 ou 7 em Aspidosperma). Ovário súpero, raro semi-ínfero, apocárpico ou sincárpico, bicarpelar e bilocular, com muitos óvulos. Carpelos separados, com um só estilete e um grande estigma em forma de carretel, e em geral com 2 apículos. Disco nectarífero inteiro, lobado, ou com até 5 nectários livres, na base do ovário ou ao redor do mesmo, ou ausente.

### Fruto
Fruto com frequentemênte um desenvolvido, seco capsular ou indeiscente (Thevetia), folicular ou drupáceo, raro bacáceo, ou então 2 frutículos, secos, deiscentes.

### Semente
Sementes 1-numerosas, em geral comosas, menos frequentemênte aladas, raramente ariladas, o endosperma nucleae, oleoso, o embrião reto.

## Fisiologia
Muitas apocináceas produzem vários compostos químicos, incluindo iridóides, glicosídeos cardioativos e alcalóides, tornando estas plantas venenosas, como no caso do gênero Nerium, conhecida popularmente como espirradeira ou oleander, com flores brancas, róseas ou vermelhas.

## Importância econômica
Diversas espécies da família Apocynaceae têm importância econômica relacionadas a plantas ornamentais, frutos comestíveis, usos medicinais e produção de madeira.

### Usos medicinais
Macrosiphonia longiflora (flor-de-babado, flor-de-babeiro), com ação calmante, antisifilítica, depurativa do sangue e purgativa; e Rauvolfia sellowii (casca-d’anta), utilizada para males estomacais. 

### Frutos comestíveis
O fruto Mangaba, muito apreciado, é encontrado em Hancornia speciosa Gomes, ocorre desde o estado do Amazonas até Paraná.

### Espécies ornamentais
Allamanda cathartica (dedal-de-rainha, dedal-de-princesa), Allamanda schottii, Rhodocalyx rotundifolius, Temnadenia odorifera, Temnadenia violaceae, Asclepiadaceae Gomphocarpus physocarpus (paina-de-seda, saco-de-santo-antônio, saco-de-adão).

### Produção de madeira
Espécies do gênero Aspidosperma, em especial A. polyneuron (comercializadas sob os nomes peroba ou peroba-rosa) têm grande valor comercial e são amplamente utilizadas em construções e fabricação de móveis.

### Pragas invasoras de pastagem
A espécie arbustiva Tabernaemontana catharinensis (leiteiro-de-vaca, leiteiro, mata-pasto) é considerada invasora e praga de pastagens. 

### Artesanato
Na cultura indígena, a espécie Apocynum cannabium é utilizada para confecção de cordas e fios que serão utilizados em artesanato, devido a sua característica fibrosa, algumas espécies como Sarcostemma clausum e Thevetia, popularmente conhecido como chapéu de napoleão, são utilizadas por povos nativos na confecção de varas de pescar e como amuleto no folclore nacional, respectivamente.

## Gêneros
A Apocynaceae está entre as dez maiores famílias de angiospermas, possuindo 410 gêneros reconhecidos atualmente.
- Absolmsia
- Acokanthera
- Adelostemma
- Adenium
- Aganonerion
- Aganosma
- Alafia
- Allamanda
- Allomarkgrafia
- Allowoodsonia
- Alstonia
- Alyxia
- Amalocalyx
- Ambelania
- Ampelamus
- Amphineurion
- Amsonia
- Anatropanthus
- Ancylobothrys
- Anechites
- Angadenia
- Angolluma
- Anisopus
- Anisotoma
- Anodendron
- Apocynum
- Araujia
- Artia
- Asclepias
- Asketanthera
- Aspidoglossum
- Aspidonepsis
- Aspidosperma
- Astephanus
- Asterostemma
- Atherandra
- Atherolepis
- Baeolepis
- Baharuia
- Bahiella
- Baissea
- Ballyanthus
- Barjonia
- Baroniella
- Baseonema
- Batesanthus
- Baynesia
- Beaumontia
- Biondia
- Blepharodon
- Blyttia
- Bousigonia
- Brachystelma
- Buckollia
- Calathostelma
- Callichilia
- Calocrater
- Calostigma
- Calotropis
- Calyptranthera
- Cameraria
- Campestigma
- Camptocarpus
- Caralluma
- Carissa
- Carruthersia
- Carvalhoa
- Cascabela
- Catharanthus
- Cerbera
- Cerberiopsis
- Ceropegia
- Chamaeclitandra
- Chilocarpus
- Chlorocyathus
- Chonemorpha
- Cibirhiza
- Cionura
- Cleghornia
- Clitandra
- Condylocarpon
- Conomitra
- Cordylogyne
- Corollonema
- Cosmostigma
- Couma
- Craspidospermum
- Crioceras
- Cryptolepis
- Cryptostegia
- Cyathostelma
- Cycladenia
- Cyclocotyla
- Cylindropsis
- Cynanchum
- Dactylostelma
- Dalzielia
- Decalepis
- Decanema
- Decastelma
- Desmidorchis
- Dewevrella
- Dictyanthus
- Dictyophleba
- Diplolepis
- Diplorhynchus
- Diplostigma
- Dischidanthus
- Dischidia
- Dischidiopsis
- Ditassa
- Dittoceras
- Dolichopetalum
- Dregea
- Duvalia
- Duvaliandra
- Dyera
- Echidnopsis
- Echites
- Ecliptostelma
- Ectadium
- Ecua
- Edithcolea
- Elytropus
- Emicocarpus
- Emplectanthus
- Ephippiocarpa
- Epigynum
- Epistemma
- Eucorymbia
- Eustegia
- Fanninia
- Farquharia
- Fernaldia
- Finlaysonia
- Fischeria
- Fockea
- Forsteronia
- Frerea
- Funastrum
- Funtumia
- Galactophora
- Geissospermum
- Genianthus
- Glossonema
- Glossostelma
- Gomphocarpus
- Gongronema
- Gonioma
- Goniostemma
- Gonocrypta
- Gonolobus
- Gonostemon
- Goydera
- Graphistemma
- Gunnessia
- Gymnanthera
- Gymnema
- Gymnemopsis
- Hancornia
- Hanghomia
- Haplophyton
- Hemidesmus
- Hemipogon
- Heterostemma
- Hiepia
- Himatanthus
- Holarrhena
- Holostemma
- Hoodia
- Hoodiopsis
- Hoya
- Huernia
- Huerniopsis
- Hunteria
- Hybanthera
- Hylaea
- Hypolobus
- Ichnocarpus
- Ischnolepis
- Ischnostemma
- Isonema
- Ixodonerium
- Jasminanthes
- Jobinia
- Kamettia
- Kanahia
- Kerbera
- Kibatalia
- Kopsia
- Krebsia
- Lacmellea
- Lagarinthus
- Landolphia
- Laubertia
- Lavrania
- Laxoplumeria
- Leachiella
- Leichardtia
- Lepinia
- Lepiniopsis
- Leptadenia
- Leuconotis
- Luckhoffia
- Lygisma
- Maclaudia
- Macoubea
- Macroditassa
- Macropharynx
- Macroscepis
- Malouetia
- Mandevilla
- Mangenotia
- Manothrix
- Margaretta
- Marsdenia
- Mascarenhasia
- Matelea
- Melinia
- Mellichampia
- Melodinus
- Merrillanthus
- Mesechites
- Metalepis
- Metaplexis
- Metastelma
- Micholitzia
- Micrechites
- Microdactylon
- Microloma
- Microplumeria
- Minaria
- Miraglossum
- Mitostigma
- Molongum
- Mondia
- Monolluma
- Morrenia
- Mortoniella
- Motandra
- Mucoa
- Myriopteron
- Nanostelma
- Nautonia
- Neobracea
- Neocouma
- Neoschumannia
- Nephradenia
- Nerium
- Notechidnopsis
- Ochrosia
- Odontadenia
- Odontanthera
- Odontostephana
- Omphalogonus
- Oncinema
- Oncinotis
- Oncostemma
- Ophionella
- Orbea
- Orbeanthus
- Orbeopsis
- Orthanthera
- Orthopichonia
- Orthosia
- Oxypetalum
- Oxystelma
- Pachycarpus
- Pachycymbium
- Pachypodium
- Pacouria
- Pala (botânica)
- Papuechites
- Parahancornia
- Parameria
- Parapodium
- Parepigynum
- Parsonsia
- Pectinaria
- Peltastes
- Pentacyphus
- Pentalinon
- Pentarrhinum
- Pentasachme
- Pentastelma
- Pentatropis
- Pentopetia
- Peplonia
- Pergularia
- Periglossum
- Periploca
- Pervillaea
- Petalostelma
- Petchia
- Petopentia
- Pezisicarpus
- Pherotrichis
- Philibertia
- Phyllanthera
- Physostelma
- Piaranthus
- Picralima
- Pinochia
- Plectaneia
- Pleiocarpa
- Pleioceras
- Pleurostelma
- Plumeria
- Polystemma
- Pottsia
- Prestonia
- Pseudibatia
- Pseudolithos
- Pseudopectinaria
- Pteralyxia
- Pycnobotrya
- Quaqua
- Quisumbingia
- Raphionacme
- Raphistemma
- Rauvolfia
- Rhabdadenia
- Rhazya
- Rhigospira
- Rhyncharrhena
- Rhyssolobium
- Rhyssostelma
- Rhytidocaulon
- Riocreuxia
- Rojasia
- Saba
- Sacleuxia
- Sarcolobus
- Sarcorrhiza
- Sarcostemma
- Schistogyne
- Schistonema
- Schizoglossum
- Schizostephanus
- Schizozygia
- Schlechterella
- Schubertia
- Secamone
- Secamonopsis
- Secondatia
- Seutera
- Sichuania
- Sindechites
- Sinomarsdenia
- Sisyranthus
- Skytanthus
- Solenostemma
- Sphaerocodon
- Spirolobium
- Spongiosperma
- Stapelia
- Stapelianthus
- Stapeliopsis
- Stathmostelma
- Stenomeria
- Stenostelma
- Stephanostegia
- Stephanostema
- Stephanotis
- Stigmatorhynchus
- Stipecoma
- Stomatostemma
- Strempeliopsis
- Streptocaulon
- Strophanthus
- Tabernaemontana
- Tabernanthe
- Tacazzea
- Tassadia
- Tavaresia
- Telminostelma
- Telosma
- Temnadenia
- Tenaris
- Tetraphysa
- Thenardia
- Thevetia
- Thoreauea
- Thyrsanthella
- Tintinnabularia
- Tonduzia
- Toxocarpus
- Trachelospermum
- Trichocaulon
- Trichosacme
- Tridentea
- Triodoglossum
- Triplosperma
- Tromotriche
- Tweedia
- Tylophora
- Tylophoropsis
- Urceola
- Vahadenia
- Vallariopsis
- Vallaris
- Vallesia
- Vinca
- Vincetoxicum
- Voacanga
- Widgrenia
- Willughbeia
- Woodia
- Wrightia
- Xysmalobium